# Eden (série télévisée)
Eden est une série télévisée franco-allemande réalisée par Dominik Moll, diffusée depuis le 25 avril 2019 sur le service streaming d'Arte. Elle est diffusée à partir du 2 mai 2019 sur Arte.

## Synopsis
Eden suit les trajectoires personnelles de cinq protagonistes principaux : Amare et son frère, Daniel, hébergés dans un camp grec de réfugiés dirigé par Hélène, les gardiens du lieu, Alexandros et Yiannis, une famille d’Allemands de Mannheim, qui, de retour de leurs vacances en Grèce, décident d’héberger un jeune Syrien, Bassam, et enfin les Syriens Hamad et Maryam qui, à Paris, font une demande d’asile politique,,.

## Distribution

### Acteurs principaux
- Sylvie Testud : Hélène
- Juliane Köhler : Silke
- Jalal Altawil : Fares
- Wolfram Koch : Jürgen
- Trystan Pütter : Marc Walser
- Maxim Khalil : Hamid
- Diamand Abou Abboud : Maryam
- Theo Alexander : Alexandros
- Michalis Ikonomou : Yiannis
- Eleni Vergeti : Melina
- Bruno Alexander : Florian
- Adnan Jafar : Bassam
- Alexandros Asse-Longovitis : Daniel
- Joshua Edoze : Amare

L'acteur syrien Jalal Altawil, réfugié, joue un rôle inspiré de sa propre histoire personnelle : ayant participé à la révolution, il a fui la répression, alors que son frère incarcéré est toujours porté disparu.

## Fiche technique
- Titre original : Eden
- Création : Edward Berger, Nele Mueller-Stöfen, Marianne Wendt, Laurent Mercier d'après une idée de Jano Ben Chaabane et Felix Randau
- Producteurs exécutifs : Felix von Boehm, Jimmy Desmarais, Jan Krüger, Olivier Bibas
- Sociétés de production : Lupa Film - Atlantique Productions - Port au Prince Film - Blonde Productions - Nexus Factory - ARD Degeto - Umedia - ARTE F - SWR - ARTE D
- Son : François Maurel
- Montage : Laurent Rouan
- Musique : Adrian Johnston
- Costumes : Monika Gebauer
- Décors : Jérémie Sfez
- Image : Couleurs
- Durée : 45 minutes

## Production

### Développement
Olivier Wolting, directeur de la fiction chez Arte, indique : « On voulait traiter un sujet qui concerne la France et l'Allemagne mais sorte des sentiers battus : pas un autre sujet sur la Seconde Guerre mondiale ou sur les différences culturelles, on a choisi un sujet d'actualité où on pouvait poser un regard commun sur un problème de société », en l'occurrence l'accueil des migrants en Europe.

### Tournage
La série a été tournée principalement en Grèce pendant six semaines, en Allemagne pendant quatre semaines et en région parisienne. Plusieurs séquences ont été tournées à Dunkerque.
La série a été présentée au festival Séries Mania de Lille, fin mars 2019.